# Dicranomyia fata
Dicranomyia fata är en tvåvingeart som först beskrevs av Günther Theischinger 1994.  Dicranomyia fata ingår i släktet Dicranomyia och familjen småharkrankar. Inga underarter finns listade i Catalogue of Life.